# Encore Award
Der Encore Award für den 'Besten zweiten Roman' ist ein britischer Literaturpreis und wurde 1990 erstmals verliehen. Das Preisgeld wird gestiftet von Lucy Astor. Der Preis füllt eine Aufmerksamkeitslücke in der Literaturwelt, wo herausragende zweite Romane gegenüber Debütromanen selten gebührende Beachtung bekommen. Die Bewerbung erfolgt durch die Verlage. Seit 2016 ist die britische Royal Society of Literature Veranstalter und die alte Website (www.encore.com) mittlerweile abgeschaltet.

## Preisträger

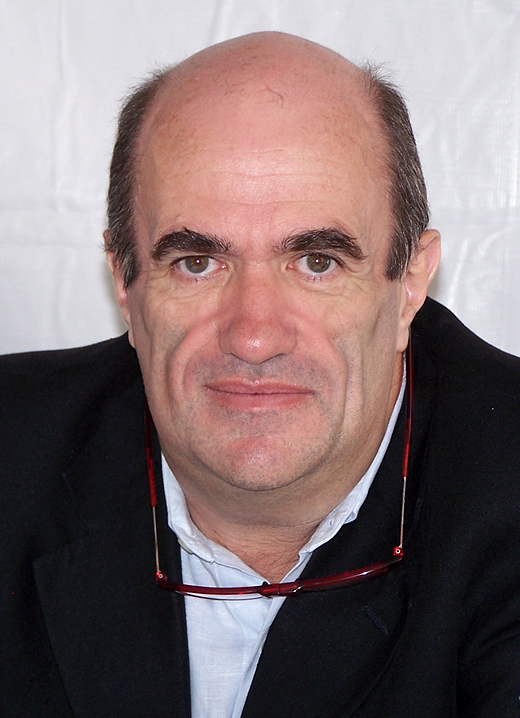
Colm Tóibín, Gewinner 1993

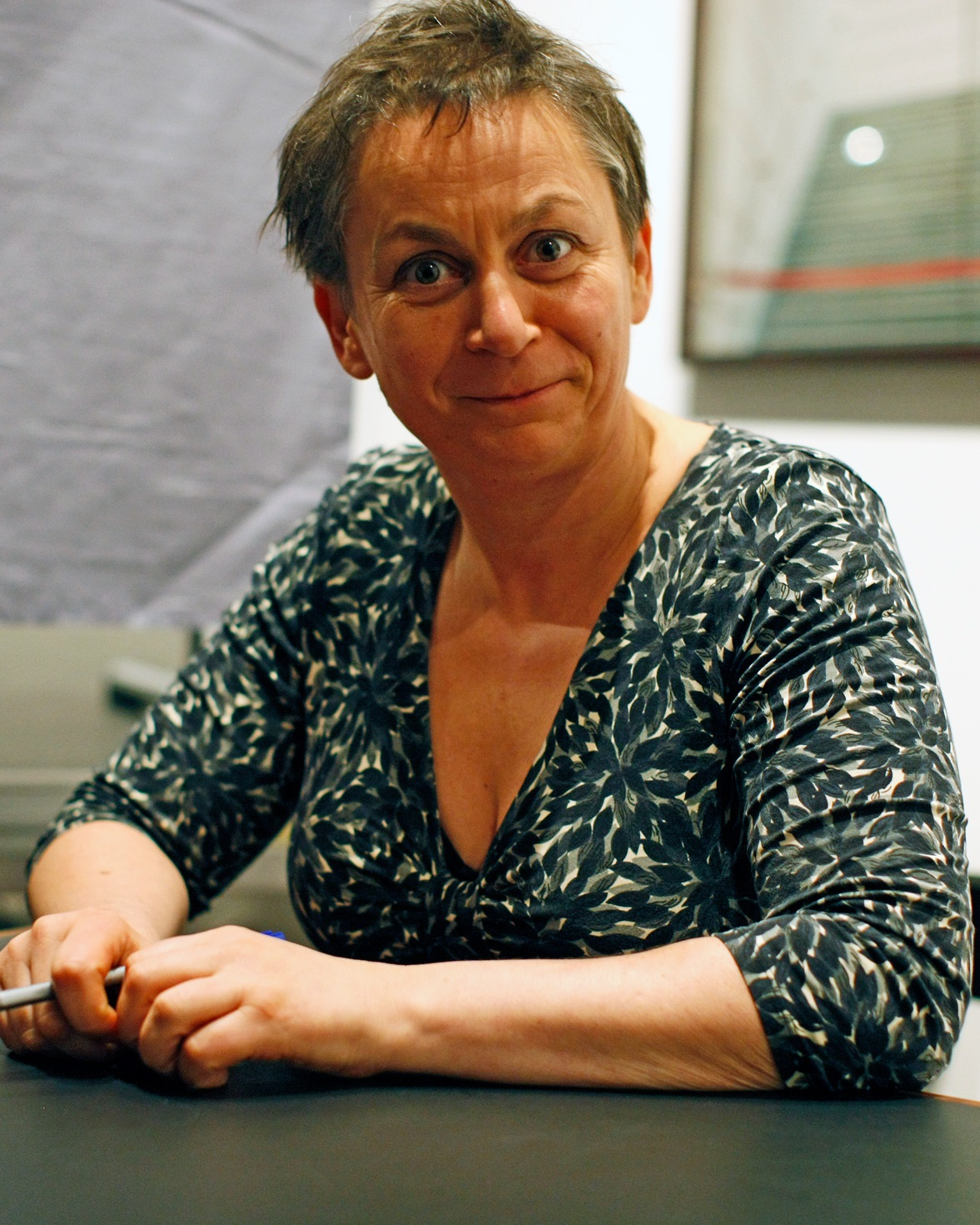
Anne Enright, Gewinnerin 2001

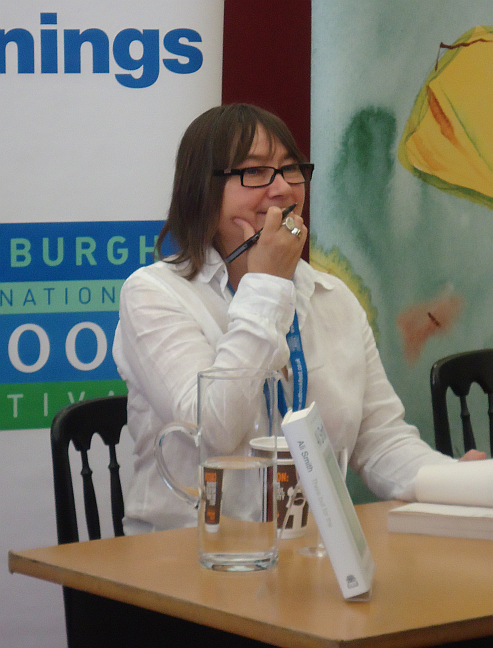
Ali Smith, Gewinnerin 2002

| Jahr    | Autor                 | Buch | Preisgeld |
| ------- | --------------------- | --- | --------- |
| 1990    | Peter Benson          | A Lesser Dependency | £3,750    |
| 1990    | Paul Watkins          | Calm at Sunset, Calm at Dawn | £3,750    |
| 1991    | Carey Harrison        | Richard's Feet | £7,500    |
| 1992    | Iain Sinclair         | Downriver | £7,500    |
| 1993    | Colm Tóibín           | The Heather Blazing (dt.: Flammende Heide) | £7,500    |
| 1994    | Amit Chaudhuri        | Afternoon Raag (dt.: Raga des Nachmittags) | £7,500    |
| 1995    | Dermot Healy          | A Goat's Song (dt.: Der Lachsfischer) | £7,500    |
| 1996    | A.L. Kennedy          | So I am Glad (dt.: Also bin ich froh) | £7,500    |
| 1997    | David Flusfeder       | Like Plastic (dt.: Alles Plastik) | £7,500    |
| 1998    | Timothy O’Grady       | I Could Read the Sky (dt.: Ich lese den Himmel)                                                                                                 | £3,750    |
| 1998    | Alan Warner           | These Demented Lands | £3,750    |
| 1999    | Christina Koning      | Undiscovered Country | £7,500    |
| 2000    | John Burnside         | The Mercy Boys | £2,500    |
| 2000    | Claire Messud         | The Last Life (dt.: Und dazwischen das Meer) | £2,500    |
| 2000    | Matt Thorne           | Eight Minutes Idle | £2,500    |
| 2000    | Phil Whitaker         | Triangulation | £2,500    |
| 2001    | Anne Enright          | What Are You Like? | £10,000   |
| 2002    | Ali Smith             | Hotel World (dt.: Im Hotel) | £10,000   |
| 2003    | Jeremy Gavron         | The Book of Israel | £10,000   |
| 2004    | Michelle de Kretser   | The Hamilton Case (dt.: Der Fall Hamilton) | £10,000   |
| 2005    | Nadeem Aslam          | Maps for Lost Lovers (dt.: Atlas für verschollene Liebende)                                                                                     | £10,000   |
| 2006/07 | M. J. Hyland          | Carry Me Down (dt.: Die Liste der Lügen) | £10,000   |
| 2008/09 | Julia Leigh           | Disquiet (dt.: Unruhe) | £10,000   |
| 2010/11 | Adam Foulds           | The Quickening Maze | £10,000   |
| 2011    | Joe Dunthorne         | Wild Abandon | £10,000   |
| 2012    | Ned Beauman           | The Teleportation Accident (dt.: Egon Loesers erstaunlicher Mechanismus zur beinahe augenblicklichen Beförderung eines Menschen von Ort zu Ort) | £10,000   |
| 2013    | Evie Wyld             | All The Birds, Singing | £10,000   |
| 2014    | Neel Mukherjee        | The Lives of Others (dt.: In anderen Herzen) | £10,000   |
| 2015    | Sunjeev Sahota        | The Year of the Runaways | £10,000   |
| 2016    | –                     | nicht vergeben |           |
| 2017    | Ian McGuire           | The North Water | £10,000   |
| 2018    | Andrew Michael Hurley | Devil’s Day | £5,000    |
| 2018    | Lisa McInerney        | The Blood Miracles (dt.: Blutwunder) | £5,000    |
| 2019    | Sally Rooney          | Normal People (dt.: Normale Menschen) | £10,000   |
| 2020    | Patrick McGuinness    | Throw Me to the Wolves | £10,000   |
| 2021    | Caoilinn Hughes       | The Wild Laughter | £10,000   |
| 2022    | Francis Spufford      | Light Perpetual | £10,000   |